# گورنگه استوپانگه
گورنگه استوپانگه (به صربی: Gornje Stopanje) یک منطقهٔ مسکونی در صربستان است که در لسکواس واقع شده‌است. گورنگه استوپانگه ۱٬۷۵۶ نفر جمعیت دارد.